# بنزیل پنی‌سیلین
بنزیل پنی‌سیلین (به انگلیسی: Benzylpenicillin) یا پنی‌سیلین جی (به انگلیسی: penicillin G) نوعی آنتی‌بیوتیک پنی‌سیلین است که به صورت وریدی تزریق می‌شود.
ردهٔ درمانی: آنتی‌بیوتیک‌های بتالاکتام
اشکال دارویی: آمپول

## کاربردها
بعضی از مصارف پنی‌سیلین جی عبارت‌اند از:
- سلولیت (عفونت بافت)
- سوزاک
- مننژیت
- سینه‌پهلو
- سیفلیس
- گندخونی در کودکان
- عفونت مفصلی
- قانقاریا
- دیفتری
- گلودرد استرپتوکوکی